# Liste der paraguayischen Botschafter in Kolumbien
Der paraguayische Botschafter in Bogota repräsentiert die Regierung in Asunción bei der Regierung der Bundesrepublik Kolumbien.
| Ernannt / Akkreditiert | Botschafter                 | Bemerkungen                                                                                 | Liste der Präsidenten von Paraguay | Liste der Präsidenten Kolumbiens | Posten verlassen |
| ---------------------- | --------------------------- | ------------------------------------------------------------------------------------------- | ---------------------------------- | -------------------------------- | ---------------- |
| 1931                   | Tomás A. Salomoni           | Ministre plénipotentiaire mit gleichzeitiger Akkreditierung in Mexiko und Kuba              | José Patricio Guggiari             | Enrique Olaya Herrera            | 1934             |
| 1936                   | Anselmo Jóver Peralta       | Ministre plénipotentiaire mit gleichzeitiger Akkreditierung in Mexiko und Kuba              | Rafael Franco                      | Alfonso López Pumarejo           | 1937             |
| 1951                   | José Dahlquist              |                                                                                             | Raimundo Rolón                     | Roberto Urdaneta Arbeláez        | 1953             |
| 1954                   | Esteban López Martínez      |                                                                                             | Alfredo Stroessner                 | Gustavo Rojas Pinilla            |                  |
| 1956                   | Guillermo Enciso Velloso    |                                                                                             | Alfredo Stroessner                 | Gustavo Rojas Pinilla            | 1960             |
| 1961                   | Fernando Vallejo            |                                                                                             | Alfredo Stroessner                 | Alberto Lleras Camargo           | 1962             |
| 1962                   | Bacón Duarte Prado          |                                                                                             | Alfredo Stroessner                 | Guillermo León Valencia          | 1965             |
| 1966                   | Francisco Barreiro Maffiodo |                                                                                             | Alfredo Stroessner                 | Carlos Lleras Restrepo           | 1972             |
| 1973                   | Aníbal Mezquita Vera        |                                                                                             | Alfredo Stroessner                 | Misael Pastrana Borrero          | 1978             |
| 1980                   | Rubén Ruiz                  |                                                                                             | Alfredo Stroessner                 | Julio César Turbay Ayala         | 1989             |
| 1991                   | Gerardo Fogel               |                                                                                             | Andrés Rodríguez                   | César Gaviria Trujillo           | 1993             |
| 1994                   | Antonia Núñez de López      |                                                                                             | Juan Carlos Wasmosy                | Ernesto Samper Pizano            | 1995             |
| 1995                   | Nelson Alcides Mora Rodas   |                                                                                             | Juan Carlos Wasmosy                | Ernesto Samper Pizano            | 2003             |
| 2003                   | Felipe Robertti Cardozo     |                                                                                             | Nicanor Duarte Frutos              | Álvaro Uribe Vélez               | 2008             |
| 2009                   | Walter Biedermann Montaner  |                                                                                             | Fernando Armindo Lugo Méndez       | Álvaro Uribe Vélez               | 2013             |
| 2013                   | Ricardo Scavone Yegros      |                                                                                             | Federico Franco                    | Juan Manuel Santos               | 22. Juni 2018    |
| 4. Apr. 2019           | Martha Sophia López Garelli | Tochter des ehemaligen Botschafters von Alfredo Stroessner in den USA, Mario López Escobar. | Mario Abdo Benítez                 | Iván Duque Márquez               | 2022             |